# 政治指導者

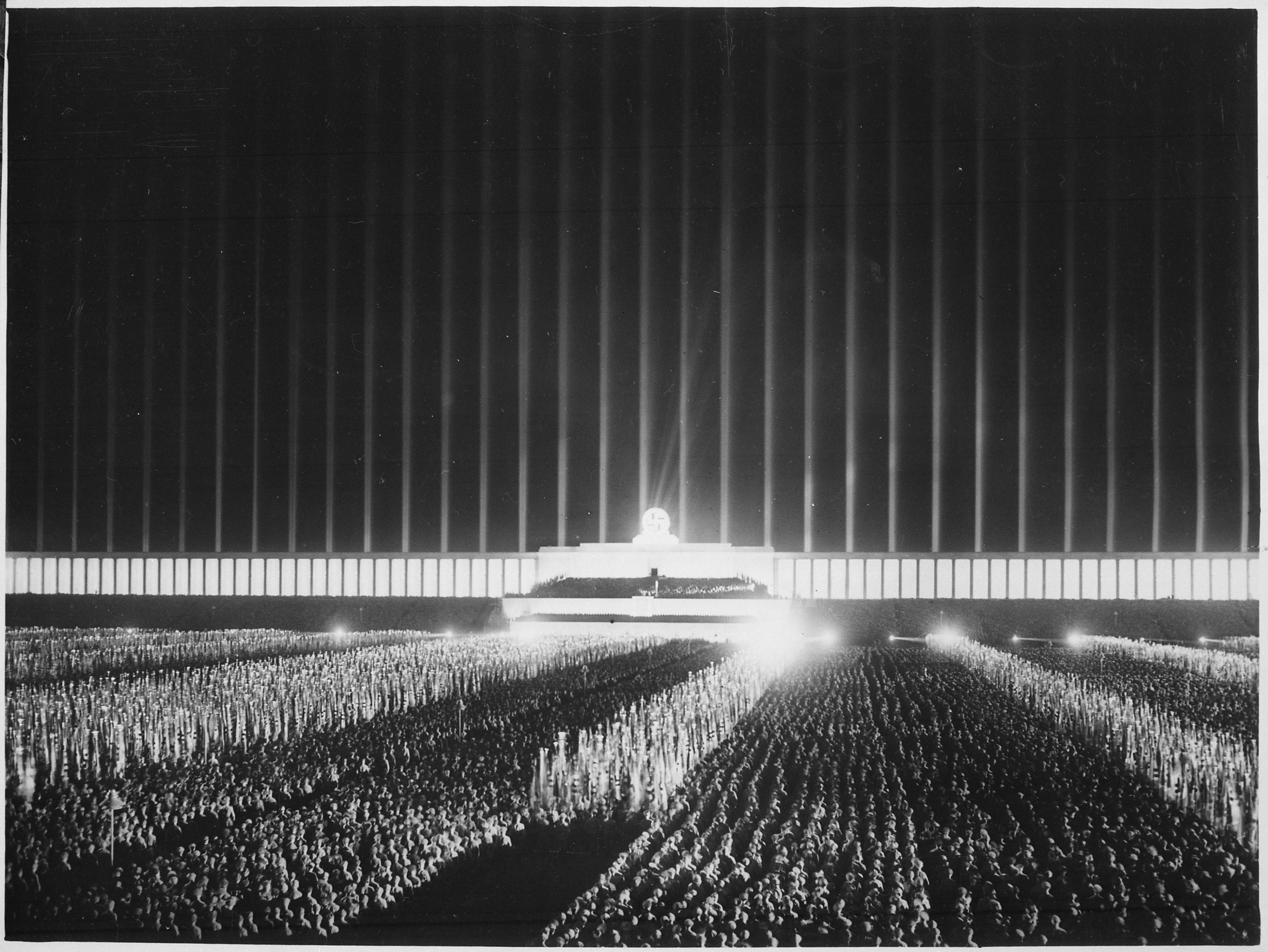
1937年の全国党大会における政治指導者の集会

政治指導者（独：Politischer Leiter）は、国民社会主義ドイツ労働者党（ナチ党）が用いた地方党幹部の総称である。
当初、政治指導者は「党部局監査官（Amtswalter）」と呼ばれた。各政治指導者は党指導者（総統）アドルフ・ヒトラーに宣誓をおこなっていた。街区指導者から全国指導者までを含んだ政治指導者の任務は、特に党各組織の監督および指導、住民の政治的監視、宣伝とナチズムのイデオロギー教育にあった。

## 概要

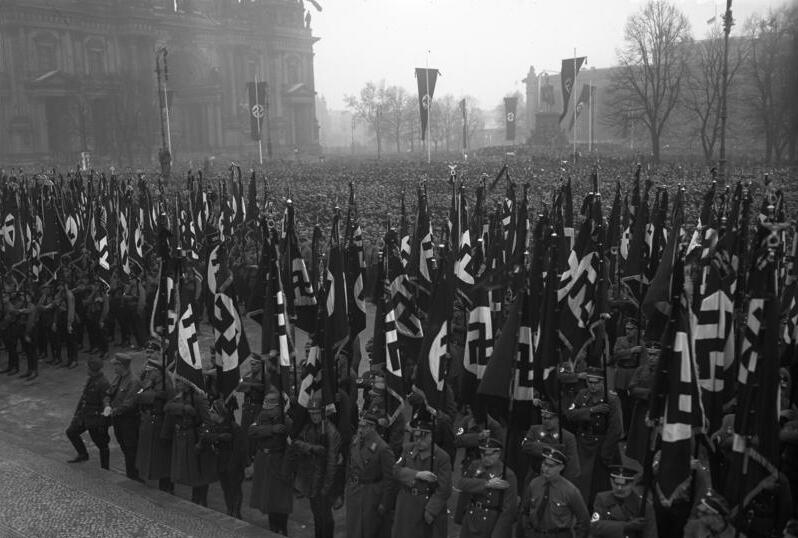
ベルリンのルストガルテンで行われた政治指導者の宣誓式（1934年2月25日）

ナチ党の政治指導部は、とりわけ、「党の統轄地」（街区、細胞、地区、管区、大管区、全国）を代表する「指導者」を支援するために発足した。事務的な任務を請け負った他の役人と共に党の政治指導者は、統一された政治的目標の下「政治指導者団（Korps der Politischen Leiter）」を形成し、軍隊的な組織構造で統一され、階級制度がとられた。政治指導者は、その黄褐色の制服から「黄金のキジ（Goldfasan）」と渾名された。1937年まで政治指導者は約70万人存在した。
地区指導部以上の政治指導者は、常勤的に活動していたにもかかわらず、法律上、公務員ではなかった。しかし、ナチ党の要覧では公務員と同様の存在として規定されていた。ナチ党の見解によれば、政治指導者は「各地における党の伝達者であると共に一兵士」でなければならなかった。また、政治指導者は各地の住民を監視する党の監視者でもあった。政治指導者は、担当地区の住民に関する報告書を作成する必要があり、その内容は「一般的な調査報告」として記入し、定期的に補足する必要があった。

## 政治指導者の養成機関

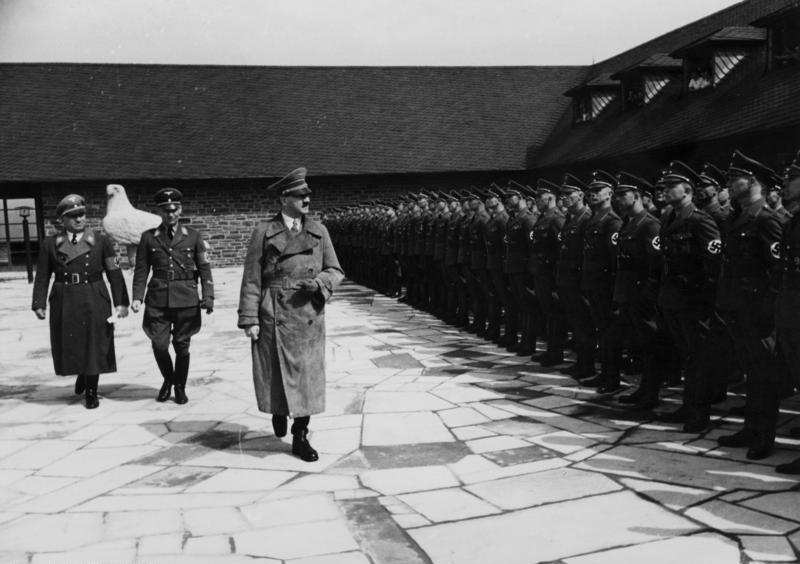
オルデンスブルク政治指導者学校を訪れるヒトラー（中央）と全国組織指導者のロベルト・ライ（左端）（1937年4月）

政治指導者の育成は、1937年以降、指導者選択（Führerauslese）の一環として、アドルフ・ヒトラー・シューレへの通学（6年間）から「人生闘争の修練期（Bewährung im Lebenskampf）」（7年間）に至るまで「党の教育システム」により完了する必要があった。そして最終的に、高等学校にあたるオルデンスブルク政治指導者学校へ4年間通学する必要があった。しかし、これらの党幹部育成は、部分的にしか実施されなかった。

## 戦後
第二次世界大戦の終戦後、ナチ党の政治指導者および政治指導者団は、1946年のニュルンベルク裁判において、「支配地域のドイツ化、ユダヤ人に対する迫害、強制労働と戦争捕虜の虐待」で起訴され、第二次世界大戦開戦の1939年9月1日以降に活動していた、すべての全国、大管区、管区指導者は有罪とされた。連合国管理評議会法第10号によると、罰則は「公民権の部分的解消」から死刑にまで及んだ。可能であるが、裁判所は、いかなる場合でも非ナチ化法によって規定された罰則を超えないように法律の改正を勧告した。

## 備考

### 忠誠宣誓[4]
党員証の贈呈式により、党員は厳粛に登録された。全ての新党員は、既に突撃隊や親衛隊等の組織に所属していても、この忠誠宣誓を行う必要があった。
贈呈式は、現地の地区指導者が党の総会で行い、短い演説により党の同志の責務を説明し、忠誠宣誓の重要性を指摘する。その後、新党員による宣誓が暗唱された。党員としての結束を義務づけられた者は、右手を挙げ敬礼し、忠誠宣誓を暗唱する。
忠誠宣誓は次の如くである。
私は我等が総統、アドルフ・ヒトラーに忠誠を誓います。私は彼と彼が私に命じた指導者達に常に敬意と忠節を尽くす事を約束します。
贈呈式は、地区指導者による次の言葉で厳粛な形で終える。
総統を代表して、私は貴君へ党員証を捧げる。これ迄の如く党に忠実であれ！

### 12の指導テーゼ[5]
1. 党の建設児たれ
指導者の立場にある党同志は、あらゆる事柄、そして全ての者、配下の党員にとっての模範者となるべきである。この姿勢は幾つもの規約に取って代わり、その影響は事実上、無限である。

指導者たる党同志が党員に対して自らの地位を誇示するのは誤りである。（指導者は個人的な能力に則り自己を主張すべきである。）
有能な者は注視し、野心的な者は彼を意識するため努力し、彼の行動が他者の行動の尺度となり、彼の名は敬意を持って呼ばれ、聡明たる男児が彼を指すとき、彼は党の模範者となる。
2. 自らの立場に責任を
指導者たる党同志の権限は、その責任にある。もし彼がこの責任から逃れるならば、彼はその立場に於て場違いである。彼は常に自らの決断の結果を受け入れなければならない。彼の立場は単なる登録者、或は有給軍人の如く地位にあるのではなく、彼個人、自らに責任を負う所に存ずる。無論、彼は活動奉仕中、あらゆる地域に滞在できないが、彼の精神があたかも同志間の中心にあるように常に彼の配下の党員に働きかけるべきである。
3. 自己の評価を保持せよ
指導者たる党同志は、部下の目が自らと同等か、それ以上の者よりも鋭く自らを見据えていることを決して忘れてはならない。この実際的な意味合は、階層に基づく権威は財務官僚程度の価値しかないということである。従って、党員は上司の権威によって脅かされること（それは配下の者の遁走を意味する）は決してあってはならない。
4. 体系的に行動せよ
順序と概要、計画と規定は、成功に至る活動の約束された条件である。徹底した活動体制は良き事務を保証する。だからこそ、指導者たる党同志は、本質的な問題を見失うことなく、全体を常に概観し続けるのである。彼は、党員との重要な会議の為に時間を持ち、彼等の個々の問題を処理できるように職務を分担し順序立てて行動する。
5. 同志を確立せよ
意欲的な活動員なしでは、指導者たる党同志は部分的成功しか収め得ない。指導者たる党同志は、此等の失敗を党員に起因する結果と考える。指導者は、個々の党員を正確に判断し、正しく扱うことができるように個々の党員を個人的な方法で認識するよう努めねばならない。協力は信頼の問題である。指導者は有能なる人々に責任を与えるべきである。このように、指導者は党員の自信を促進すると共に彼等からの支持をも得る。命令された「措置」の実施は、責務全体への参加を意味するものに非ず。
6. 提起せよ
指導者たる党同志は命令に於いて、党員に活動指示を与えるのみでは不十分である。寧ろ、指導者は個々の党員が自らの仕事を理解するように務めなければならない。従って、党員が自らの職務に対して帰属し、作業手順を改善し事務の便宜化を取り計らうかは指導者の能力次第である。
指導者たる党同志が、計画に従い党員を教化せしめ、その助言を通じて党員を昇進させることにより、知識と経験を党員に与えることは自明の義務であり当然の事である。指導者は、党員と新しい案を議論し、有用な提案を喜んで受け入れることによって、党員と共に考えることが奨励される。党員の提案を自らの発案として伝達することは賢明にも高貴にも非ず。
7. 冷静を保て
注意された指示が十分である場合、過度の命令は控えるべきである。このような態度は権威主義に陥り、自己の評価をも傷つける。指示を行う前に其等を実行する可能性を先ず検討せよ。実際、失敗は次の失敗へとつながる。指導者が指示を与えた場合、彼はその実施を監督する義務を同時に負う。何れにせよ、彼は彼の配下の党員の行動に責任を持つ。
8. 平静を心がけよ
偏執的な毀誉褒貶は判断の誤謬である。一つ、叱責と評価においては健全たれ。全ての激情は言葉の重みを軽視する。叱責は脅威ではなく、真の不正に対する実印である。賞賛は世辞ではなく、成果の公正たる評価であるべきである。
9. 自己の制御を
指導者たる党同志は自らに罰が下った際も、それが配下の党員の責任ではないことを先ず意識する。指導者はまた、あらゆる些細な問題に於いて自らを拘束してはならない。自制心の欠如は恥と閉塞感を生み出し、また暗部の敵を作り出す。それ故、指導者は特別な状況下以外では怒りを抑える。しかし、義にかなった怒りは、雷雨の如く空気を清める敬虔な効果をもたらす。
10. 公平を
正義感は全ての働く者に生きる（それは闘争、思索、熟慮に等しい、我が民族の手段の一つである）。正義感が著しく害われたならば、その回復は困難となる。指導者は「聞き手」に自らの大義を提示するが如く、全党員にも耳を傾ける。指導者たる党同志は自らの名において、配下の党員の善良たる権利を代表する義務を負う。たとえそれが自分自身に向けられたとしても、彼は正義を行使する。この正義の上にこそ、権威が確立されるのである。
11.合理的対策を
統計的な記録は何を改善するかまでは計り得ない。しかし、忍耐は弱さとして認識されるものを容赦なく測定する尺度である。不法者は自らの責任を放免される事を前提に物事を測る。不適切な措置は正義感を脅かす。他人の尺度に個人的な満足を得る者は誰でも、誤解を招く者である。この措置はその者に対してではなく、行為自体に適用される。
12. 自己批判を心掛けよ
指導者たる党同志は、自らが他の党員よりも全てを網羅すると思ってはならない。その様な場合、指導者は自己の規律を失い、自らの醜態を晒す事となるからである。だからこそ、指導者は自らの能力の限界について把握し、自己の欠点に於いてもそれを欺いてはならない。さもなければ、彼は自分自身に対する指導的立場を失う。従って、指導者はまた、自らの行動を配下の党員の行動よりも厳しく判断し、失敗は常に自己批判すべきである。

### 指導要項[6]
党組織の基本は指導思想にある。一般大衆は、直接的にも間接的にも、自らを統治することはできない。領導はそれらに最も適した者に支えられなければならない。此も国民の信頼に左右される。全政治指導者は総統によって指名されたものとみなされ、責任を持ち、彼等は各所で完全な権限を付与される。政治指導者の選択は適切な人材を適切な場所に配置することが重要である。党の職務は非常に様々であり、指導者の正しい選択をするには人間性に関する深い知識と長年の経験が必要である。年齢、社会的地位は不問であり、性格と適合性のみが決定する。
原則として、我が党の指導者学校を経た者は適切であれば、より高い指導的地位を与えられる事に留意すべきである。何れにせよ、重要であるのは上意下達の原則に基づき活動奉仕を行う指導者だけである。この原則に反した者は、末端の職務（街区指導者、細胞指導者）に追放、或は降格されるべきである。
全ての政治指導者は、党の指導がより多くの権利を与えるだけでなく、何よりもまずより高い義務を課すことを最初から最後まで確信する。
政治指導者の第一の義務は、個人的な外見、奉仕の理念、そして党務以外の私生活に於ても党員の模範たる点にある。 
街区、細胞、地区、管区、大管区は常に彼等、指導者の反映である。故郷や生活圏で何も行わない者は、何れの地域に於ても失政者として君臨するであろう。
第二の義務は無条件の正義である。如何なる縁故主義も避けなければならない。指導者たる者は、全てを一人で成そうとは考えない。彼は指示を与える者、監督者、仲介者、一言で言えば、全体の魂でなければならない。彼の集団、また、多くの場合、彼の職務への懸念から指導者は現出する問題の火種を即座に消し去らなければならない。彼は先を見据え、決して遅れをとってはならない。此等、全ての理由から、彼は職務に於ける負担を覚悟せねばならない。
あらゆる指導者の地位には、相当量の知識と資格が必要である。だからこそ、全ての政治指導者は自らを鍛練し続けなければならず、党は全政治指導者への継続的な育成と教化指導を最も崇高な任務と見なしている。指導者を作るのは特権ではなく、支持者があらゆる点で彼を尊敬できるかという事実にある。全ての政治指導者が優れた雄弁家であるわけではないが、彼は党の教説者、思想の伝達者たらねばならない。
全ての政治指導者は人格の威厳を保たねばならない。諸君らの上司が諸君らを配置する場所で責務を果たすべきである。諸君らが最前線の兵士にあれば、諸君らは参謀総長とはならず、またその逆も然り。
指導者は必要以上の部署を引き受けてはならない。しかし、此等の部署に於ける職務は完璧に果たすべきである。自らに与えられた職務の遂行を、正確かつ徹底したものと望むのであれば、その力を分散化してはならない。従って、党外の民間団体、特にその中での活動の兼務は望ましくない。
党のあらゆる公の場への出席と、各夕べの会、講習の夕べ、総会といった全ての催しは、細心の注意を払って準備される必要が求められる。諸君が命令を与えるならば、それらをはっきりと、簡潔に、そして明確に与るべきである。決して「私は貴方が代わりに行うべきであると思う、それを勧める」等と発してはならない。諸君の意見は微々たるものかもしれないが、おおよそ大衆は諸君が望むものを知ろうと求めている。それ故、諸君は全ての者に説明と責任を与えることができ、そこに疑念の余地はない。
不服従な者に対しては、決して命令を与えることが不可能である事を確認せよ。決して個人的な評価を第一に考えてはならない。唯、一つの評価、即ち、運動の自体の評価がある。党の他の全ての組織員と同志的関係を慎重に育むこと。
此等の事から、政治指導者の分類が浮上する。政治指導者は役人ではなく、常に総統の政治の代表者である。指導者ははっきりと見据え、考えなければならない。指導者は人々の危機の際に堅固な極点として在り、絶対的な従属関係で結ばれねばならない。政治指導者と共に、我々党は州の政治的指導を構築する。
政治指導者は党の教説者であり、同時に兵士でなければならない。
党の指導者は決して官僚となってはならず、常に国民と国民の為に活動し続けねばならない。指導者は党員の模範となるべきである。

## 政治指導部階級・部局記号
-  全国指導者
-  幹事長
-  大管区指導者
-  副大管区指導者
-  管区指導者
-  地区/拠点分区指導者
-  細胞指導者
-  街区指導者
-  本局
-  局/支局
-  委託部署及び局長担当顧問
-  本部/分遣所
-  部/下級分遣所
-  全国指導部
-  大管区指導部
-  管区指導部
-  地区指導部
-  拠点分区
-  細胞
-  街区
-  組合
-  党関連団体